# Maria Wiśniewska (koszykarka)
Maria Jóźwiak, primo voto Wiśniewska, secundo voto Efenberg (ur. 30 października 1954 w Poznaniu) – polska koszykarka, mistrzyni i reprezentantka Polski.

## Kariera sportowa
Jest wychowanką AZS Poznań, z którym wywalczyła mistrzostwo Polski w 1978 i brązowy medal mistrzostw Polski w 1977. Z poznańskiego klubu odeszła po sezonie 1978/1979. W latach 1979–1982 była zawodniczką Spójni Gdańsk i zdobyła wówczas dwukrotnie wicemistrzostwo Polski (1980, 1981). W sezonie 1982/1983 grała w Belgii, w sezonie 1983/1984 ponownie w Spójni Gdańsk.
Z reprezentacją Polski juniorek wystąpiła na mistrzostwach Europy w 1973 (5 miejsce), z reprezentacją Polski seniorek zagrała na mistrzostwach Europy w 1976 (6 miejsce) i 1978 (5 miejsce). W 1977 wystąpiła także na turnieju Letniej Uniwersjady. Łącznie w I reprezentacji Polski wystąpiła w 104 spotkaniach